# Obliwice
Obliwice [ɔbliˈvit͡sɛ] (deutsch Obliwitz, kaschubisch: Òblëwice) ist ein Dorf in der Gmina Nowa Wieś Lęborska, in der polnischen Woiwodschaft Pommern. Es liegt 7 km nördlich von Nowa Wieś Lęborska (Neuendorf), 8 km nördlich von Lębork (Lauenburg) und 64 km nordwestlich von Danzig.
Bis 1945 bildete Obliwitz einen Wohnplatz in der Landgemeinde Garzigar und gehörte mit dieser zum Landkreis Lauenburg i. Pom. in der preußischen Provinz Pommern.